# Différend sur les zones maritimes entre Chypre et la Turquie

Turquie
Chypre du Nord
Chypre

Le différend sur les zones maritimes entre Chypre et la Turquie concernerne l'étendue des zones économiques exclusives (ZEE) de Chypre (pays) et de la Turquie, prétendument déclenché par l'exploration pétrolière et gazière dans la région. La Turquie s'oppose aux forages chypriotes dans des eaux sur lesquelles Chypre a revendiqué des droits. Le différend actuel sur les zones maritimes touche aux différends permanents de Chypre et de l'Égée ; la Turquie est le seul État membre des Nations unies qui ne reconnaît pas Chypre et est l'un des pays qui n'ont pas signé la Convention des Nations unies sur le droit de la mer, que Chypre a signée et ratifiée.
La Turquie revendique une partie de la ZEE de Chypre en se basant sur la définition de la Turquie selon laquelle aucune île, y compris Chypre, ne peut avoir une ZEE complète de 200 milles nautiques,, autorisée pour les États côtiers et ne devrait être limitée qu'à leurs eaux territoriales de 12 milles nautiques. La définition de la Turquie crée un différend sur les droits sur les eaux au sud de Chypre contenant un champ gazier offshore. Cette définition n'est pas partagée par la plupart des autres États,,,,. De plus, la république turque de Chypre du Nord (RTCN), non reconnue internationalement, créée à la suite de l'invasion turque de Chypre, qui a eu lieu en réponse au coup d'État chypriote de 1974, revendique également des portions de la ZEE chypriote. Chypre et d'autres pays, dont Israël, France, Russie et Grèce, considèrent ces revendications,,, sur les terres et les mers chypriotes comme illégales en vertu du droit international et exhortent la Turquie à s'abstenir de forages illégaux de gaz dans la ZEE de l'île. L'Union européenne menace la Turquie de sanctions économiques et politiques pour violation de la ZEE chypriote,.
Comme la Turquie ne reconnaît pas la république de Chypre, il n'existe pas de relations diplomatiques entre les deux États. La république de Chypre refuse de négocier le différend maritime et les ressources naturelles trouvées dans la ZEE de la république de Chypre avec la direction chypriote turque.

## Chronologie

### Découvertes initiales et accords
Les premières découvertes en Méditerranée orientale ont lieu entre juin 1999 et février 2000 au large des côtes israéliennes. En 2003, Shell fait les premières découvertes significatives de gaz au large des côtes égyptiennes.
En février 2003, un accord de délimitation de ZEE est signé entre la république de Chypre et l'Égypte. La RTCN répond en déclarant qu'elle ne reconnaît pas l'accord.
En février 2004, après avoir effectué des forages dans la région, Matthias Bichsel de Shell annonce que « les résultats du forage ont démontré que cette zone ultra-profonde est une province riche en hydrocarbures ».
En avril de la même année, lors de deux référendums séparés, le plan Annan est rejeté par les Chypriotes grecs, tandis qu'il est accepté par les Chypriotes turcs. Concernant le différend maritime, l'acceptation du plan Annan aurait signifié qu'après la solution, les ressources naturelles seraient sous l'autorité du Conseil présidentiel bicommunautaire. Le 1er mai, la république de Chypre rejoint l'Union européenne.
En janvier 2007, un accord de délimitation de ZEE est conclu entre la république de Chypre et le Liban. Cependant, il n'a pas encore été ratifié par le Parlement libanais. Certains affirment que la raison en est un différend entre le Liban et Israël sur leurs frontières maritimes, la pression de la Turquie, les relations entre la Turquie et le Liban et un potentiel accord commercial entre le Liban et la Turquie, qui est finalement signé en 2010.

### Premier cycle de licences et intérêt croissant pour la région
En mai 2007, la république de Chypre annonce le 1er cycle de licences offshore à Chypre pour les blocs 1, 2, 4-12, qui reçoit 3 offres. En octobre 2008, Noble Energy accorde une licence d'exploration d'hydrocarbures pour le bloc 12.
En novembre 2008, des navires effectuant des activités de recherche dans la ZEE de la république de Chypre sous contrat avec la république de Chypre sont interceptés par des navires de la marine turque et sommés de partir, car ils affirment que leurs activités sont menées dans des zones sous juridiction turque,.
En janvier 2009, les premières grandes découvertes offshore sont faites dans le Tamar 1, au large des côtes israéliennes. Plus tard, en mars 2009, de nouvelles découvertes sont faites au large des côtes israéliennes, sur le site de Dalit 1.
En mars 2010, le US Geological Survey révèle que « les eaux du bassin du Levant […] contiennent en moyenne 122 tcf (3 455 bcm) de gaz naturel récupérable et 1,7 milliard de barils de pétrole brut récupérable », augmentant l'intérêt pour la région.

### Rupture des relations turco-israéliennes et formation de nouvelles alliances
Le 31 mai 2010 a lieu l'incident de la flottille pour Gaza : les bateaux d'activistes sont bloqués par les forces israéliennes dans les eaux internationales, alors qu'ils se dirigent pour fournir une aide humanitaire à Gaza. Les soldats israéliens sont confrontés à une résistance lors de l'embarquement sur le Mavi Marmara et ouvrent le feu, tuant neuf citoyens turcs. L'incident entraîne la fin soudaine de toutes les relations diplomatiques entre la Turquie et Israël,.
La détérioration des relations turco-israéliennes, qui atteint son apogée avec l'incident de Mavi Marmara ; en lien avec les découvertes faites dans le champ gazier Leviathan au large d'Israël, les plus grandes découvertes de gaz faites jusqu'alors dans la région, en octobre 2010 et les nouvelles réalités géopolitiques en Méditerranée orientale ; mène à une « coopération politique, militaire et énergétique sans précédent » entre Israël, Chypre et la Grèce,,. En décembre 2010, un accord de ZEE est signé entre la république de Chypre et Israël, la Turquie réagissant en remettant en question la volonté des Chypriotes grecs de parvenir à une solution au problème chypriote, déclarant qu'ils « ignorent les droits des Chypriotes turcs ».

### Premières explorations, réaction de la Turquie et de la RTCN, et proposition d'Eroğlu
En septembre 2011, Noble initie le premier forage exploratoire pour la république de Chypre, dans le bloc 12,, la Turquie réagissant en délimitant leur ZEE avec la RTCN. Le Premier ministre turc, Recep Tayyip Erdoğan décrit cette action comme une « décision réciproque » aux actions de la république de Chypre. En septembre, des responsables turcs émettent de sévères avertissements à l'encontre de la république de Chypre à plusieurs reprises. Les 22 et 23 septembre 2011, Turkish Petroleum reçoit des licences d'exploration de la part de la Chypre du Nord, incluant des zones chevauchant des blocs concédés par la république de Chypre, et le navire turc Piri Reis commence des recherches sismographiques au sud de Chypre et près de la plateforme de Noble, accompagné de navires de guerre turcs,.
En septembre 2011, le dirigeant chypriote turc Derviş Eroğlu soumet une proposition de suspension mutuelle des activités dans l'espace maritime autour de Chypre, ou de coopération entre les deux communautés sur les hydrocarbures, sur des questions telles que la répartition des bénéfices. La république de Chypre rejette la proposition d'Eroğlu, répondant que « l'exploration et l'exploitation de nos ressources naturelles constitue un droit souverain de la république de Chypre. [...] Notre droit souverain n'est pas négociable ».
En décembre 2011, Noble annonce des découvertes dans le bloc 12, près du Leviathan israélien,. Le champ gazier découvert, Aphrodite, est déclaré « commercial » en juin 2015.

### Deuxième cycle de licences et nouvelle proposition d'Eroğlu
En février 2012, la république de Chypre annonce le 2e cycle de licences pour 12 blocs, qui reçoit 15 offres,,. Le ministère des Affaires étrangères turc déclare en réponse qu'ils n'autoriseront pas d'activités dans les blocs 1, 4, 5, 6, 7, que la Turquie revendique également comme les siens, et prendront « toutes les mesures nécessaires pour protéger ses droits et intérêts dans les zones maritimes relevant de son plateau continental ».
Le 29 septembre 2012, une nouvelle proposition est soumise par la partie chypriote turque mais est à nouveau rejetée par la partie chypriote grecque. La proposition inclut un comité technique bicommunautaire pour les ressources naturelles et les accords et revenus connexes, avec un président nommé par le Secrétaire général de l'ONU, et un pipeline transportant les hydrocarbures via la Turquie.
En janvier 2013, ENI-Kogas accorde des licences d'exploration d'hydrocarbures pour les blocs 2, 3 et 9, et en février suivant, Total accorde des licences d'exploration d'hydrocarbures pour les blocs 10 et 11,.

### Barbaros et NAVTEX dans les eaux chypriotes
En février 2013, TPAO finalise l'achat du navire sismique 3D Polarcus Samur, qui est rebaptisé RV Barbaros Hayreddin Paşa. Barbaros est utilisé pour des explorations dans la ZEE de la république de Chypre. En octobre 2014, Barbaros entre dans la ZEE de la république de Chypre, accompagné de navires de guerre turcs. Le président chypriote Nicos Anastasiades réagit en se retirant du processus de négociation bicommunautaire pour le problème chypriote, en protestation contre la violation des droits souverains de la république de Chypre par la Turquie,.
En janvier 2015, la Turquie émet un NAVTEX pour la période de janvier à avril, réservant des zones en Méditerranée orientale qui incluent des parties de la ZEE de la république de Chypre, tandis que Barbaros mène des recherches dans la région, en présence de la marine turque,. Les négociations pour le problème chypriote reprennent après l'expiration du NAVTEX de la Turquie, en mai 2015, avec le nouveau dirigeant chypriote turc Mustafa Akinci.

### Gazoduc de la Méditerranée orientale
En mai 2015, la Commission européenne accorde 2 millions d'euros au gazoduc de la Méditerranée orientale, un projet de pipeline transférant le gaz de la Méditerranée orientale vers l'Europe via la Grèce, pour des études pré-FEED. En janvier 2017, une étude réalisée par Edison présentée à la direction générale de l'énergie de l'UE décrit le projet comme « commercialement viable et techniquement faisable », tandis qu'en janvier 2018, la Commission accorde au projet un autre 34,5 millions d'euros pour l'étude FEED et d'autres dépenses. En décembre 2018, un accord-cadre concernant le projet est signé entre les gouvernements d'Israël, de la république de Chypre, de la Grèce et de l'Italie.
Le 19 mai 2023, Claudio Descalzi, PDG de la société énergétique italienne Eni, déclare que tout accord pour la construction du gazoduc EastMed doit inclure la Turquie ; il ajoute que « il existe des différends entre la Turquie et Chypre qui sont difficiles à résoudre, de plus la Turquie a conclu un accord avec la Libye pour définir une plateforme très vaste qui couvre presque tout l'EastMed, par conséquent non seulement la Turquie mais aussi la Libye auront leur mot à dire ». En réponse à ces commentaires, George Papanastasiou, ministre chypriote de l'Énergie, du Commerce et de l'Industrie, déclare que tout le monde ne partage pas les opinions exprimées par Descalzi et qu'il respecte son opinion. Ces remarques font suite à des informations selon lesquelles Eni, Chypre et Israël travaillent sur un accord pour construire un gazoduc naturel en Méditerranée orientale, reliant à la fois les champs gaziers offshore chypriotes et israéliens à une usine de traitement à Chypre, où le gaz sera liquéfié pour exportation par navire vers l'Italie et le reste de l'Europe,.

### Zohr et troisième cycle de licences
En août 2015, la plus grande découverte à ce jour en Méditerranée orientale est faite, dans la ZEE de l'Égypte, dans le champ gazier de Zohr, par ENI. Zohr se trouve à six kilomètres de la ZEE de la république de Chypre.
En février 2016, le 3e cycle de licences pour la république de Chypre est annoncé, pour les blocs 6, 8 et 10,.

### Nouveau NAVTEX et forages de la Turquie
En mars 2017, la Turquie annonce son intention de procéder à des forages exploratoires dans des zones délimitées par la république de Chypre. En avril 2017, la Turquie publie un NAVTEX pour les zones maritimes à l'est de Chypre, chevauchant la ZEE de la république de Chypre, pour que Barbaros effectue des relevés sismiques entre avril et juin, la république de Chypre protestant à nouveau contre la violation de sa souveraineté et de ses droits souverains par la Turquie.

### Découvertes d'ENI et tensions croissantes
En avril 2017, ENI reçoit le bloc 8, ENI/TOTAL reçoit le bloc 6, et le bloc 10 est attribué à une offre conjointe d'Exxon et Qatar Energy. Le 8 février 2018, ENI annonce des découvertes de gaz maigre dans la ZEE de la république de Chypre, dans le puits 'Calypso 1' du bloc 6, également revendiqué par la Turquie,.
Trois jours plus tard, le 11 février 2018, le navire de forage d'ENI est bloqué par la marine turque alors qu'il se dirige pour effectuer des forages dans la ZEE de la république de Chypre, dans le bloc 3, et le forage est empêché, le navire retournant au port deux semaines plus tard,. L'incident est décrit comme « le premier (et le seul jusqu'à présent) incident sérieux d'activité militaire de ce genre depuis le début du programme d'exploration chypriote ».
En novembre 2018, Exxon Mobil commence des forages exploratoires dans le bloc 10, dans le puits Delphyne-1,.

### Recherches sismiques de Barbaros, nouvelles découvertes et forages de Fatih dans la ZEE de la république de Chypre
En janvier 2019, Barbaros commence une nouvelle série de recherches sismiques dans la ZEE de la république de Chypre, tandis que la marine turque publie un NAVTEX pour des exercices militaires dans les blocs 7 et 8.
Le 28 février 2019, ExxonMobil annonce les plus grandes découvertes à ce jour dans la ZEE de la république de Chypre, à Glaucus-1, dans le bloc 10.
Début mai 2019, le navire de forage turc Fatih 1 arrive à l'ouest de Chypre pour effectuer des forages, la république de Chypre réagissant en émettant des mandats d'arrêt contre le personnel de Fatih et des navires accompagnateurs.
Le 16 juin 2019, le ministre turc des Affaires étrangères Mevlut Cavusoglu déclare que Fatih a commencé les forages, tout en annonçant l'arrivée d'un deuxième navire de forage dans la région. Quatre jours plus tard, le 20 juin, le navire de forage turc Yavuz commence les forages au nord-est de Chypre, comme annoncé plus tôt par les responsables turcs,. La république de Chypre et la Grèce réagissent en poussant l'UE à réagir aux actions de la Turquie. En conséquence, le 16 juillet 2019, l'UE suspend le financement de 163 millions de dollars à la Turquie, en réaction aux activités de la Turquie dans la ZEE de la république de Chypre.
Pendant ce temps, le 13 juillet, le dirigeant chypriote turc Mustafa Akinci soumet une nouvelle proposition pour un comité conjoint sur les hydrocarbures composé de membres des deux communautés, recevant le soutien du gouvernement turc,. La proposition d'Akinci est rejetée par le président chypriote Nicos Anastasiades, après une réunion avec les dirigeants des partis politiques chypriotes grecs.

## Position de l'Union européenne
En novembre 2019, les ministres des Affaires étrangères de l'Union européenne approuvent un mécanisme pour sanctionner les entités impliquées dans le forage pétrolier non autorisé dans les eaux chypriotes. Les sanctions impliquent des interdictions de voyage et le gel des avoirs des personnes, des entreprises et des organisations. Les citoyens et les entreprises de l'UE ne sont pas autorisés à fournir de fonds ou de soutien technique à la Turquie pour les opérations de forage.

## Position des États-Unis
Les États-Unis respectent le droit de Chypre de développer ses ressources et ont répété leur mise en garde à la Turquie d'interrompre les recherches pétrolières et gazières dans la ZEE chypriote,. Les « États-Unis restent profondément préoccupés par les tentatives répétées de la Turquie de mener des opérations de forage dans les eaux au large de Chypre… Cette étape provocatrice augmente les tensions dans la région. Nous exhortons les autorités turques à mettre fin à ces opérations et encourageons toutes les parties à agir avec retenue et à s'abstenir d'actions qui augmentent les tensions dans la région », a déclaré Morgan Ortagus (en) du Département d'État des États-Unis en 2019,,.

## Position de la république de Chypre

Frontières maritimes selon la convention des Nations unies sur le droit de la mer

La république de Chypre adopte la loi sur la mer territoriale en 1964. La loi établit une mer territoriale de 12 milles marins. Les coordonnées de la mer territoriale sont soumises aux Nations Unies en 1993 et leur validité est reconfirmée en 1996. Le plateau continental de Chypre est défini selon la loi sur le plateau continental adoptée en 1974. Après la ratification de la Convention des Nations unies sur le droit de la mer (UNCLOS) en 1988, Chypre adopte une nouvelle loi en 2004, qui limite sa zone économique exclusive (ZEE) à 12 milles marins. La ZEE est délimitée par des accords bilatéraux avec Israël, Liban et Égypte. Chypre appelle la Turquie à délimiter les frontières maritimes entre les deux pays,,,.
La zone d'intérêt majeur pour Chypre est le bloc 12, d'environ 800,000 acres (3,237485136 km2) et à la frontière avec la ZEE d'Israël. Chypre cherche activement à renforcer sa position sur la scène mondiale en collaborant avec les principaux acteurs internationaux de la situation. La ministre chypriote des Affaires étrangères, Erato Kozakou-Marcoullis, commence son mandat à la fin de l'année 2011 en visitant à la fois la Grèce et Israël pour demander un soutien au programme de forage, bien qu'il ne soit pas clair si un soutien militaire a également été demandé. Il est également largement admis que Chypre a demandé le soutien des États-Unis et de la fédération de Russie, bien que les détails exacts de toute représentation n'aient pas été rendus publics.
En août 2011, les médias chypriotes expriment une grande inquiétude face aux menaces turques d'intervenir contre le programme de forage, et protestent contre la position turque comme une violation de la souveraineté nationale et des droits du peuple chypriote. Fin février 2014, le président chypriote Nicos Anastasiades menace de se retirer des nouvelles négociations sur le problème chypriote si les navires turcs continuent de pénétrer dans la zone économique exclusive de Chypre.

## Position de la Turquie et des Chypriotes turcs
La Turquie n'est pas partie à la CNUDM, principalement en raison du différend de la mer Égée avec la Grèce et en raison des dispositions de l'article 121 de la CNUDM qui stipule que les zones maritimes des îles (sauf les rochers inhabités) sont déterminées par les mêmes principes que pour les autres territoires,. Elle a limité ses eaux territoriales à 6 milles marins et à 12 milles marins en Méditerranée, établies par le conseil des ministres de Turquie. Il n'existe aucune législation nationale sur la ZEE ou le plateau continental. Aucun proclamation de ZEE n'existe pour la Méditerranée ; cependant, elle a signé un accord en 2011 avec la république turque de Chypre du Nord pour délimiter le plateau continental.
La Turquie ne reconnaît pas les accords de ZEE de Chypre avec l'Égypte, le Liban et Israël en raison de la position selon laquelle, en tant qu'île divisée de facto, la république de Chypre ne peut représenter les intérêts de Chypre du Nord dans le cas où l'île serait réunifiée avec une seule ZEE. La Turquie a contesté l'accord de ZEE entre Chypre et l'Égypte en raison de ses revendications sur une partie du plateau continental dans cette région. Ces revendications sont basées sur le point de vue selon lequel la capacité des îles à générer des zones maritimes devrait être limitée en concurrence avec les États côtiers continentaux. En conséquence, les revendications de la Turquie se chevauchent en partie avec les blocs 1, 4, 6 et 7 de la ZEE de Chypre. La Turquie soutient également les revendications de Chypre du Nord sur les blocs 1, 2, 3, 8, 9, 12 et 13, y compris le fond marin à quelques kilomètres du champ gazier Aphrodite. En plus des blocs contestés entre Chypre du Nord et la Turquie, la république turque de Chypre du Nord a également délivré des licences d'exploration dans les blocs susmentionnés. La compagnie pétrolière turque Turkish Petroleum a également commencé à effectuer des forages exploratoires de pétrole et de gaz au large des côtes de Chypre du Nord,.
L'Union européenne (UE) exige l'adhésion à la CNUDM. Le Parlement européen appelle la Turquie à signer la CNUDM en adoptant le rapport annuel de la Commission sur la préparation des négociations d'adhésion de la Turquie à l'Union en 2012, 2013 et 2014,,.
La Turquie menace à plusieurs reprises d'empêcher la république de Chypre de poursuivre ses revendications sur les gisements d'hydrocarbures dans les eaux au sud de l'île. Elle avertit les compagnies pétrolières internationales de ne pas mener d'activités d'exploration et de production dans les zones contestées, sous la menace d'une exclusion des opérations commerciales en Turquie. Il n'est pas clair si l'incident pourrait escalader vers la violence, car le gouvernement turc n'a pas précisé si elle considère l'exploration pétrolière et gazière par la république de Chypre comme un acte d'agression.
Cependant, en novembre 2008, des navires de guerre turcs harcèlent des navires sous contrat avec Chypre effectuant des explorations sismiques pour des gisements d'hydrocarbures dans les eaux au sud de l'île.

### Mavi Vatan
Le Mavi Vatan, ou Patrie Bleue, est un concept irrédentiste et expansionniste et une doctrine, créée par le chef d'état-major de la marine turque, le commandant Cihat Yaycı, et développée avec l'amiral Cem Gurdeniz en 2006,,,. La doctrine représente la mer territoriale de la Turquie, son plateau continental, et sa zone économique exclusive (ZEE) autour de la mer Noire, ainsi que ses revendications sur le plateau continental et la ZEE en mer Méditerranée orientale et en mer Égée.

#### Histoire
Le 2 septembre 2019, le président turc Recep Tayyip Erdoğan apparaît sur une photo avec une carte représentant près de la moitié de la mer Égée et une zone allant jusqu'à la côte est de la Crète comme appartenant à la Turquie. La carte est affichée lors d'une cérémonie officielle à l'Université nationale de défense de Turquie à Istanbul et montre une zone étiquetée comme « Patrie bleue de la Turquie » s'étendant jusqu'à la ligne médiane de la mer Égée, englobant les îles grecques dans cette partie de la mer sans aucune indication des eaux territoriales grecques autour d'elles.
Le 13 novembre 2019, la Turquie soumet aux Nations Unies une série de revendications de zones économiques exclusives en Méditerranée orientale qui sont en conflit avec les revendications grecques sur les mêmes zones – y compris une zone maritime s'étendant à l'ouest de l'île du sud-est de l'Égée, Rhodes, et au sud de la Crète. Les revendications turques sont formulées dans une lettre officielle par le représentant permanent de la Turquie à l'ONU, Feridun Sinirlioglu, qui reflète la notion d'une « Mavi Vatan » (Patrie bleue). La Grèce condamne ces revendications comme étant juridiquement infondées, incorrectes et arbitraires, et une violation flagrante de la souveraineté de la Grèce.

#### Point de vue turc
La position de la Turquie est que les îles ne peuvent pas avoir une pleine zone économique exclusive (ZEE), et ne devraient être éligibles qu'à une ZEE réduite de 12 milles marins ou aucune ZEE du tout, plutôt que les 200 milles habituels que la Turquie et tous les autres pays sont autorisés à avoir selon l'article 121 de la convention des Nations unies sur le droit de la mer. La Turquie n'a pas ratifié l'UNCLOS et affirme qu'elle n'est pas liée par ses dispositions qui accordent aux îles des zones maritimes. Dans ce contexte, la Turquie affirme pour la première fois le 1er décembre 2019 que l'île grecque de Kastellorizo ne devrait pas avoir de ZEE du tout, car, selon le point de vue turc basé sur l'équité,, c'est une petite île immédiatement en face du continent turc (qui, selon la Turquie, a le plus long littoral), et n'est pas censée générer une zone de juridiction maritime quatre mille fois plus grande que sa propre superficie. De plus, selon le ministère turc des Affaires étrangères, une ZEE doit être coextensive avec le plateau continental, basée sur les longueurs relatives des côtes adjacentes et décrit toute opinion contraire soutenant le droit des îles à leur ZEE comme des « revendications maximalistes et intransigeantes des Grecs et des Chypriotes grecs »,,. Le 20 janvier 2020, le président turc Erdogan remet en question même les droits de la Crète, la plus grande île de Grèce et la 5e plus grande île de la Méditerranée, déclarant que « Ils parlent d'un plateau continental autour de la Crète. Il n'y a pas de plateau continental autour des îles, il n'y a pas de telle chose, là, ce ne sont que des eaux souveraines ».

#### Points de vue de la communauté internationale
La position turque concernant la zone économique exclusive (ZEE) est une interprétation unique non partagée par aucun autre pays, et non conforme à la Convention des Nations Unies sur le droit de la mer (UNCLOS), signée par 168 parties, mais pas par la Turquie,,,,,,.
Les ambassadeurs des États-Unis et de la Russie à Athènes, Geoffrey Pyatt (en) et Andrey Maslov respectivement, en commentant la vision turque, déclarent que toutes les îles ont les mêmes droits à une ZEE et à un plateau continental que le continent,,. L'ancien secrétaire d'État assistant pour l'Europe et l'Eurasie, Aaron Wess Mitchell (en), critique la vision turque, déclarant qu'elle « est une minorité de un contre le reste du monde ».

## Potentiel d'escalade vers un conflit armé
La Turquie organise un important exercice aérien et naval au même moment que le début du forage par les contractants chypriotes en septembre 2011.
La marine russe envoie à la fin août 2011 deux sous-marins nucléaires d'attaque en Méditerranée orientale pour observer la situation, car Chypre et la Russie entretiennent des liens politiques et économiques étroits récemment.
En 2011, Israël augmente le nombre de vols de surveillance en Méditerranée orientale,, bien qu'il ne soit pas clair si ces opérations incluent la région d'information de vol de Nicosie.

## Points de vue dans la littérature académique

### Sur le conflit
En 2018, Michalis Kontos et George Bitsis soutiennent que, malgré une grande asymétrie de pouvoir, la Turquie n'atteindra pas son objectif d'obtenir des gains relatifs et de « réviser le statu quo au large de Chypre », en raison de l'implication de grandes compagnies pétrolières et gazières dans la ZEE de la république de Chypre. De plus, ils soutiennent que les actions de la Turquie ne sont pas compatibles avec la notion de 'diplomatie coercitive' d'Alexander L. George, ni les actions de la république de Chypre avec la notion de théorie de la dissuasion de George, car les actions des deux ne impliquent pas l'utilisation de la force militaire.

### Sur les approches
Kontos et Bitsis soutiennent qu'il y a eu un changement dans l'approche de la Turquie sur la question après 2011, passant de menaces militaires à la remise en question des droits souverains de la république de Chypre sur leur ZEE et à la réalisation de leurs propres explorations dans la région, pour revenir ensuite aux menaces militaires en février 2018.
Pendant ce temps, Ayla Gürel, Fiona Mullen et Harry Tzimitras notent également un changement dans l'approche turque et chypriote turque, passant de la protestation et de l'avertissement pour bloquer les activités de la république de Chypre, à prendre des mesures réciproques en réaction aux actions unilatérales de la république de Chypre.

### Perspectives de paix et de conflit

#### Paix
De nombreux universitaires reconnaissent que les découvertes de gaz dans la région peuvent servir d'incitation économique pour résoudre des conflits de longue date, y compris le problème chypriote, et former une nouvelle coopération énergétique,.
Vedat Yorucu et Özay Mehmet soutiennent que les développements géopolitiques régionaux et les conditions économiques à Chypre ont rendu la solution au problème chypriote plus urgente. Une solution au problème chypriote, et au différend sur la ZEE qui en découle, serait une situation gagnant-gagnant pour toutes les parties impliquées, et transformerait Chypre en un sous-hub énergétique, si elle était connectée à Ceyhan, en Turquie.
D'autres, cependant, soutiennent que les réalités géopolitiques ne favorisent pas la paix et la coopération régionale entre les acteurs impliqués, y compris la Turquie, la Grèce et Chypre.

#### Conflit
Les universitaires reconnaissent également la possibilité que les récentes découvertes de gaz dans la région puissent exacerber les conflits existants,.
Selon Andreas Stergiou, les actions des États de la Méditerranée orientale concernant leurs projets énergétiques montrent que les États privilégient les préoccupations de sécurité par rapport aux préoccupations économiques. Les découvertes faites dans la région n'ont fait qu'exacerber les conflits existants et rendre la réconciliation encore plus improbable.

### Sécurité énergétique européenne
En 2012, Thanos Dokos (en), de la fondation hellénique pour la politique étrangère et européenne, note que le besoin de pétrole et de gaz pour l'Europe serait une motivation pour que l'OTAN et l'UE sécurisent activement leur approvisionnement par des opérations en Méditerranée orientale, soulignant l'importance de la région pour la sécurité énergétique et économique de l'Europe.
En 2018, Theodoros Tsakiris soutient que les découvertes faites en Méditerranée orientale, y compris celles dans la ZEE de la république de Chypre, pourraient aider les efforts de l'UE pour diversifier leur approvisionnement en gaz, afin de diminuer leur dépendance au gaz russe, ce qui limite la sécurité énergétique de l'UE et la capacité d'agir politiquement et économiquement contre la Russie. Si elles sont transférées sous forme de GNL ou via le projet EMGP, l'UE pourrait également éviter une future dépendance excessive au gazoduc transanatolien de la Turquie.

### Options d'exploitation
Selon Tsakiris, malgré l'intérêt manifesté par l'Italie, la Grèce, la république de Chypre, Israël et l'UE, la rentabilité du projet EMGP est discutable pour diverses raisons, telles que la longueur et la profondeur du pipeline, et les découvertes limitées de gaz dans la ZEE de la république de Chypre. Tsakiris soutient que l'utilisation des installations de GNL de l'Égypte serait l'unique option réaliste, actuellement.
Vedat Yorucu et Özay Mehmet soutiennent que le GNL chypriote ne serait pas compétitif sur le marché du gaz et que le projet EMGP pourrait présenter des difficultés techniques. Au lieu de cela, ils soutiennent qu'un pipeline entre Israël, Chypre et la Turquie serait l'option la plus économiquement bénéfique, reconnaissant toutefois son improbabilité en raison du problème chypriote.